# Меч и Планета
«Меч и Планета» — поджанр научного фэнтези, в рамках сюжета которого сюжет приключенческая история разворачивается на других планетах, и, как правило, в качестве героев выступают земляне. Название происходит от привлечения героев и их противников к рукопашному бою, в первую очередь, простым оружием ближнего боя, таким как мечи, часто даже в условиях, когда в распоряжении героев имеются передовые технологии. Хотя существуют произведения-провозвестники жанра, такие как «Сквозь Зодиак» (1880) Перси Грега и «Лейтенант Гулливер Джонс» (1905) Эдвина Лестера Арнольда, первым образцом «меча и планеты» принято считать роман «Принцесса Марса» Эдгара Райса Берроуза, сериализированный журналом All-Story в 1912 году как «Под лунами Марса»
Жанр предшествует научной фантастике, в нём отсутствует какая-либо научная строгость. Технологии в нём часто нарушают известные законы физики.